# Kenia en los Juegos Olímpicos de Pekín 2008
Kenia estuvo representada en los Juegos Olímpicos de Pekín 2008 por un total de 46 deportistas que compitieron en 5 deportes.  
La portadora de la bandera en la ceremonia de apertura fue la atleta Grace Momanyi.

## Medallistas
El equipo olímpico keniano obtuvo las siguientes medallas:
| Nombre              | Deporte   | Competición             |
| ------------------- | --------- | ----------------------- |
| Oro                 |           |                         |
| Wilfred Bungei      | Atletismo | 800 m M                 |
| Asbel Kiprop        | Atletismo | 1500 m M                |
| Brimin Kipruto      | Atletismo | 3000 m con obstáculos M |
| Samuel Wanjiru      | Atletismo | Maratón M               |
| Pamela Jelimo       | Atletismo | 800 m F                 |
| Nancy Lagat         | Atletismo | 1500 m F                |
| Plata               |           |                         |
| Eliud Kipchoge      | Atletismo | 5000 m M                |
| Janeth Jepkosgei    | Atletismo | 800 m F                 |
| Eunice Jepkorir     | Atletismo | 3000 m con obstáculos F |
| Catherine Ndereba   | Atletismo | Maratón F               |
| Bronce              |           |                         |
| Alfred Kirwa Yego   | Atletismo | 800 m M                 |
| Edwin Cheruiyot Soi | Atletismo | 5000 m M                |
| Micah Kogo          | Atletismo | 10 000 m M              |
| Richard Mateelong   | Atletismo | 3000 m con obstáculos M |
| Sylvia Kibet        | Atletismo | 5000 m F                |
| Linet Masai         | Atletismo | 10 000 m F              |